# Norops lineatopus
Norops lineatopus är en ödleart som beskrevs av  Gray 1840. Norops lineatopus ingår i släktet Norops och familjen Polychrotidae. Inga underarter finns listade i Catalogue of Life.